# 11374 Briantaylor
11374 Briantaylor (1998 QU60) là một tiểu hành tinh vành đai chính.